# Sasson Somekh

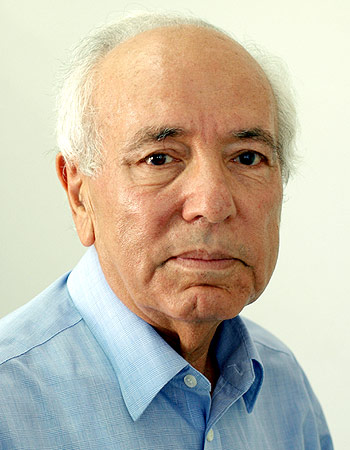
Sasson Somekh, 2008

Sasson Somekh (hebräisch ששון סומך, arabisch ساسون سوميخ; geboren am 21. September 1933 in Bagdad; gestorben am 18. August 2019 in Tel Aviv) war ein israelischer Wissenschaftler, Schriftsteller und Übersetzer. Er war Professor für Moderne arabische Literatur an der Universität Tel Aviv.

## Kindheit und Jugend
Sasson Somekh wurde in Bagdad in eine jüdische Mittelschichtfamilie geboren. 1951 musste seine Familie den Irak wegen eines Sondergesetzes, das den 120.000 Juden im Irak die Staatsbürgerschaft aberkannte, verlassen und wanderte nach Israel ein. Damals konnte er überhaupt kein Hebräisch, lernte es aber rasch, weil er später Übersetzer arabischer Gedichte ins Hebräische werden wollte. Seine erste Übersetzung wurde 1954 in der Zeitschrift Ner veröffentlicht, die von der Judah Leon Magnes gegründeten und sich für die arabisch-jüdische Aussöhnung einsetzenden Vereinigung Ihud ("Einheit") herausgegeben wurde.

## Akademische Laufbahn
Somekh erwarb einen Bachelor-Abschluss in Hebräischer Sprache und Geschichte an der Universität Tel Aviv und einen Master-Abschluss in Linguistik semitischer Sprachen an der Hebräischen Universität Jerusalem. Von 1962 bis 1965 war Somekh wissenschaftlicher Sekretär der Akademie für die hebräische Sprache. Von 1966 bis 1968 promovierte er an der Universität Oxford bei Mustafa Badawi. Thema waren die Romane von Naguib Mahfouz mit Schwerpunkt auf die Kairoer Trilogie. Im Laufe der Jahre wurden Mahfouz und Somekh Freunde. Nach seiner Rückkehr nach Israel wurde er Dozent für arabische Literatur.
Von 1972 bis 1984 war er Vorsitzender des Fachbereichs Arabische Sprache und Literatur an der Universität Tel Aviv. Im Jahr 1980 wurde er ordentlicher Professor. Von 1982 bis 2003 hatte er den Helmos-Lehrstuhl für arabische Literatur inne. Von 1996 bis 1998 war er Leiter des Israel Academic Center in Kairo.
Er war Gastprofessor an der Princeton University, am St Antony’s College, Oxford, Annenberg Research Institute, an der Universität New York und der Universität Uppsala. Im Jahr 2004 erhielt er die Ehrendoktorwürde der Ben-Gurion-Universität.
Somekh war einer der Gründer der Akademie für die arabische Sprache in Israel, die im Dezember 2007 in Zusammenarbeit mit mehreren ehemaligen Studenten gegründet wurde.

## Publizistische Tätigkeit
Somekh schrieb zehn Bücher, viele Übersetzungen aus dem Arabischen ins Hebräische, darunter vier Anthologien moderner arabischer Poesie, und etwa 90 Artikel in wissenschaftlichen Zeitschriften. In den vergangenen 50 Jahren veröffentlichte Somekh Hunderte von Artikeln in Literaturzeitschriften und Beilagen wie Iton 77, Halikon und Moznayim. Seine Artikel befassen sich hauptsächlich mit moderner arabischer Literatur und Schriftstellern, Verbindungen zwischen arabischer und hebräischer Literatur und der Kairo Geniza. Er war ein regelmäßiger Mitarbeiter der Zeitung Haaretz.

### Autobiographie
Im Alter von 70 Jahren schrieb Somekh den ersten Band seiner Autobiographie, Baghdad, Yesterday: Die Entstehung eines arabischen Juden. Somekh beschreibt sein Leben als Kind und Jugendlicher einer säkularen jüdischen Familie in Bagdad während der ersten 17 Jahre seines Lebens. Er beschreibt die gebildete Mittelschicht, die in den 1930er und 40er Jahren an Bedeutung gewann und den größten Einfluss auf die Lebensnormen in der jüdischen Gemeinde hatte. Außerdem schildert er, wie die Juden im Irak ein nachbarschaftliches Verhältnis zu ihren muslimischen Nachbarn pflegen – vielleicht nicht idyllisch, aber von gegenseitigem Respekt geprägt.
Der zweite Band, Yamim Hazuyim ("Nennt es Träumen") wurde 2008 veröffentlicht. Er beschreibt sein Leben zwischen Tel Aviv, Oxford, Princeton und Kairo zwischen 1951 und 2000. Das Buch bewegt sich zwischen den vier Hauptstationen seines Lebens: Tel Aviv – wo er 40 Jahre lang als Professor für arabische Literatur lebte und arbeitete; Oxford – wo er seinen Doktortitel erhielt; Princeton – wo er in den 1970er und 80er Jahren gelegentlich als Gastprofessor tätig war; und Kairo – die Stadt, in der er viel literarische Forschung betrieb und wo er das Israel Academic Center leitete.

## Preise und Auszeichnungen
- 1982: Arberry-Preis für Studien der arabischen Literatur verliehen durch das Pembroke College, Cambridge[5]
- 2005: Israel-Preis für Nahoststudien.[6]
- 2008: EMET-Preis in der Kategorie Kunst und Kultur[5]

## Veröffentlichungen in Englisch

### Bücher
- The Changing Rhythm: A Study of Najib Mahfuz’s Novels. Brill, Leiden 1973, ISBN 978-90-04-03587-4 (englisch, google.com).
- Genre and language in modern Arabic literature. Otto Harrassowitz, Wiesbaden 1991, ISBN 3-447-03133-6 (englisch, google.com).
- Baghdad, Yesterday: The Making of an Arab Jew. Ibis Edition, Jerusalem 2007, ISBN 978-965-90125-8-9 (englisch).[7]
- Life after Baghdad: memoirs of an Arab-Jew in Israel, 1950-2000. Sussex Academic Press, Sussex 2012, ISBN 978-1-84519-502-1 (englisch, hebräisch: Yamim hazuyim: pirḳe ḥayim, 1950-2000. 2008.).

### Herausgeberschaft
- Israel Oriental Studies XI: Studies in Medieval Arabic and Hebrew Poetics 1997. Brill, Leiden 1997, ISBN 978-90-04-09368-3 (englisch).

### Artikel
- "The Sad Millenarian: An Examination of Awlad Haratina", Middle Eastern Studies 7, 49–61, 1971
- "Two Versions of Dialogue in Mahmud Taymur's Drama", Princeton Near East Paper No. 21, Princeton, 1975
- "Language and Theme in the Short Stories of Yusuf Idris", Journal of Arabic Literature 4, 89–100, 1975
- "The Transformation of 'Ghalwa", Journal of Arabic Literature 6 (1976), 101–119
- "The Diglotic Dilemma in the Drama of Tawfiq al-Hakim", Israel Oriental Studies 9, 392–403, 1983
- "The Function of Sound in the Stories of Yusuf Idris", Journal of Arabic Literature 16, 95–104, 1985
- "The Participation of Egyptian Jews in Modern Arabic Culture", The Jews of Egypt in Modern Times, Shimon Shamir (ed.), Boulder: Westview, 130–140, 1986
- A Minute to Midnight: War and Peace in the Novels of Naguib Mahfouz. In: Middle East Review. Band 20, Nr. 2, 1987, S. 7–19.
- "Shelley in Neoclassical Arabic", Edebiyat, NS, Vol. I, No.2, 89–100, 1989
- "Modern Arabic Poetry and its Medieval Palimpsest", Edebiyat, NS, 3:1, 105–118, 1989
- Cold, Tall Houses: The Jewish Neighbor in the Works of Arab Authors. In: Jerusalem Quarterly. Band 52, 1989, S. 26–35.
- Lost Voices: Jewish Authors in Modern Arabic Literature. In: Mark R. Cohen und Abraham L. Udovitch (Hrsg.): Jews Among Arabs: Contact and Boundaries. Darwin Press, Princeton 1989, ISBN 978-0-87850-068-0, S. 9–20.
- The Essence of Naguib Mahfouz. In: The Tel-Aviv Review. Band 2, 1990, S. 244–257 (enotes.com).
- Mit Mark R. Cohen: In the Court of Ya'qub Ibn Killis: A Fragment from the Cairo Geniza. In: Jewish Quarterly Review. Band 80, Nr. 3-4, 1990, S. 283–314 (academia.edu).
- The Neo-Classical Arabic Poets Cambridge: CUP, 26-81, 1992. In: M.M. Badawi (Hrsg.): Modern Arabic Literature, (= Cambridge History of Arabic Literature). 1993, S. 36 - 81, doi:10.1017/CHOL9780521331975.003 (englisch).
- Colloquialized Fusha in Modern Arabic Prose Fiction. In: Jerusalem Studies in Arabic and Islam. Band 16, 1993, S. 176–194.
- Structure of Silence: A Reading of Yusuf's Idris's 'Bayt Min Lahm. In: Ami Elad (Hrsg.): Writer, Culture, Text: Studies in Modern Arabic Literature. York Press, 1993, ISBN 978-0-919966-86-4, S. 56–61.
- Biblical Echoes in Modern Arabic Literature. In: Journal of Arabic Literature. Band 26, Nr. 1-2, 1995, S. 186–200, doi:10.1163/157006495X00166.
- Vestiges of Saadia's Tafsir in Modern Arabic Bibles. In: B. Hary, F. Aster, J. Hayes (Hrsg.): Judaism and Islam: Boundaries, Communication and Interaction: Essays in Honor of William M. Brinner. Brill, Leiden 2000, ISBN 978-90-04-11914-7, S. 227–236, doi:10.1163/9789004453159_020.

## Fussnoten
1. ↑  Life After Baghdad, Sasson Somekh
2. ↑  Roee Nahmias: Arabic language academy inaugurated. In: ynet. 23. Dezember 2007, abgerufen am 19. April 2025 (englisch).
3. ↑  Review of The Making of an Arab Jew
4. ↑  Haim Watzman: Arab Poetry for Jews: Sasson Somekh. In: Jewcy. 4. Dezember 2008, abgerufen am 20. April 2025 (amerikanisches Englisch).
5. 1 2  Prof. Sasson Somekh: 2008 EMET Prize Laureate – Humanities: Middle Eastern studies. In: IsraCast. 11. Oktober 2008, abgerufen am 19. April 2025 (amerikanisches Englisch).
6. ↑  Israel Prize Judges' Rationale for the Award (in Hebrew). Israel Prize Official Site, archiviert vom Original am 21. Oktober 2010.
7. ↑  Stacy N. Beckwith: Review of Baghdad, Yesterday: The Making of an Arab Jew by Sasson Somekh. In: Review of Middle East Studies. 42. Jahrgang, Nr. 1–2, 2008, S. 207–208, doi:10.1017/S002631840005207X. p. 208

| Personendaten    | Personendaten                                               |
| ---------------- | ----------------------------------------------------------- |
| NAME             | Somekh, Sasson                                              |
| KURZBESCHREIBUNG | israelischer Wissenschaftler, Schriftsteller und Übersetzer |
| GEBURTSDATUM     | 21. September 1933                                          |
| GEBURTSORT       | Bagdad                                                      |
| STERBEDATUM      | 18. August 2019                                             |
| STERBEORT        | Tel Aviv                                                    |